# Taïmur ibn Faïsal
Taïmur bin Faïsal (en arabe : تيمور بن فيصل بن تركي, en baloutche : تیمور بن فیصل بن ترکی, en marathi : किटच रप किचत रप मसदक्ष), né en 1886 à Mascate (Mascate et Oman) et mort le  28 janvier 1965 à Bombay (Inde), est le sultan de Mascate et Oman du 5 octobre 1913 au 10 février 1932.
Il remplace son père Faïsal ibn Turki et son fils, Saïd ibn Taïmour, lui succède en 1932.